# 布拉特納

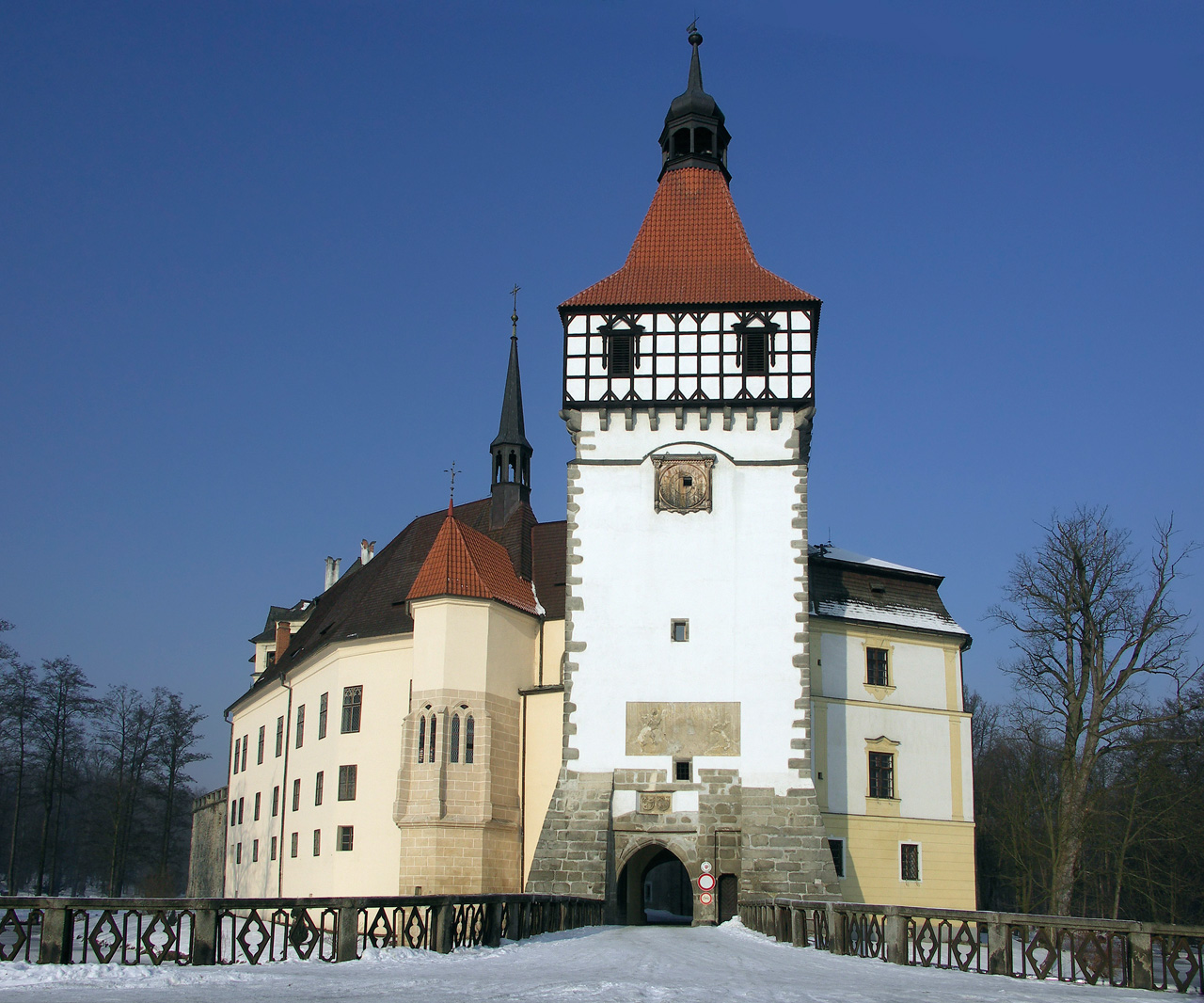

布拉特納是捷克的城鎮，位於該國西南部，由南波希米亞州負責管轄，面積43.60平方公里，海拔高度440米，該地區自公元6世紀有人類居住，2005年人口6,690。

## 外部連結
- Blatná （页面存档备份，存于） – Official website (in Czech)